# Patrimoni destinati a uno specifico affare
I patrimoni destinati ad uno specifico affare sono una delle novità della riforma (2003) del diritto societario introdotto nel codice civile italiano per quanto riguarda la disciplina delle società per azioni.
Il legislatore ha previsto due diversi modelli che vengono chiamati:
- operativo o industriale
- finanziario

Sono disciplinati dalla nuova sezione XI.dei patrimoni destinati ad uno specifico affare del codice civile (ex art. 2447 c.c. novellato dal D. lgs. 6/2003).
Nel giugno 2004 la Consulenza legale della Banca d'Italia ha pubblicato il Quaderno di ricerca giuridica n. 57, di G. Marano, intitolato "I patrimoni destinati in una prospettiva di analisi giuseconomica".
Nell'ottobre 2005, l'Organismo italiano di contabilità ha emanato un proprio documento (OIC 2) che analizza l'istituto.
Per il patrimonio destinato a uno specifico affare è previsto un limite quantitativo: essi non possono essere costituiti per un valore complessivamente superiore al dieci per cento del patrimonio netto della società.
Il conferimento può avvenire anche in natura, qualora i proventi dell'affare siano destinati al rimborso totale o parziale del finanziamenti. Tale operazione ha beneficato di importanti incentivi fiscali: le tre leggi Tremonti sulla defiscalizzazione degli utili e investiti nell'attività produttiva comprendevano anche interventi di acquisto, riconversione e efficientamento di beni immobili e impianti strumentali al fine dell'azienda specificato nell'atto costitutivo.
Nell'ambito del project financing, l'isolamento del patrimonio e dei flussi di cassa generati da un affare -progetto rendono quest'ultimo più facilmente valutabile dal mercato. 
A tutela del diritto al soddisfacimento dei creditori sociali, l’art.67-bis della legge fallimentare prevede l'esercizio dell'azione revocatoria nei confronti dei patrimoni destinati ex art. 2447 c.c. Tuttavia, il curatore fallimentare non può procedere se il patrimonio destinato non ha pregiudicato il patrimonio della società aggredibile dai creditore. Inoltre, ha l'onere della prova di dimostrare che il creditore convenuto in giudizio non fosse preventivamente consapevole dell'incapienza del patrimonio destinato in relazione al credito da soddisfare, nonché dello stato di insolvenza della società.
Quest'ultimo è non di rado desumibile dall'analisi a indici dei bilanci corredati da nota integrativa e da una visura camerale presso il Registro delle imprese. Nel caso dei patrimoni destinati ad uno specifico affare, rischia di invertirsi la normale tutela privilegiata dei creditori chirografari, tenuto conto delle asimmetrie informative che consentono loro di acquisire piena consapevolezza dello stato d'insolvenza della società e dell'incapienza del patrimonio destinato, elementi che sono entrambi causa di non procedibilità dell'azione di revocatoria fallimentare.
Il D.lgs 3 luglio 2017, n. 117 estende la facoltà di creare patrimoni destinati ad uno specifico affare a favore degli enti del Terzo settore dotati di personalità giuridica.